# HC Litvínov

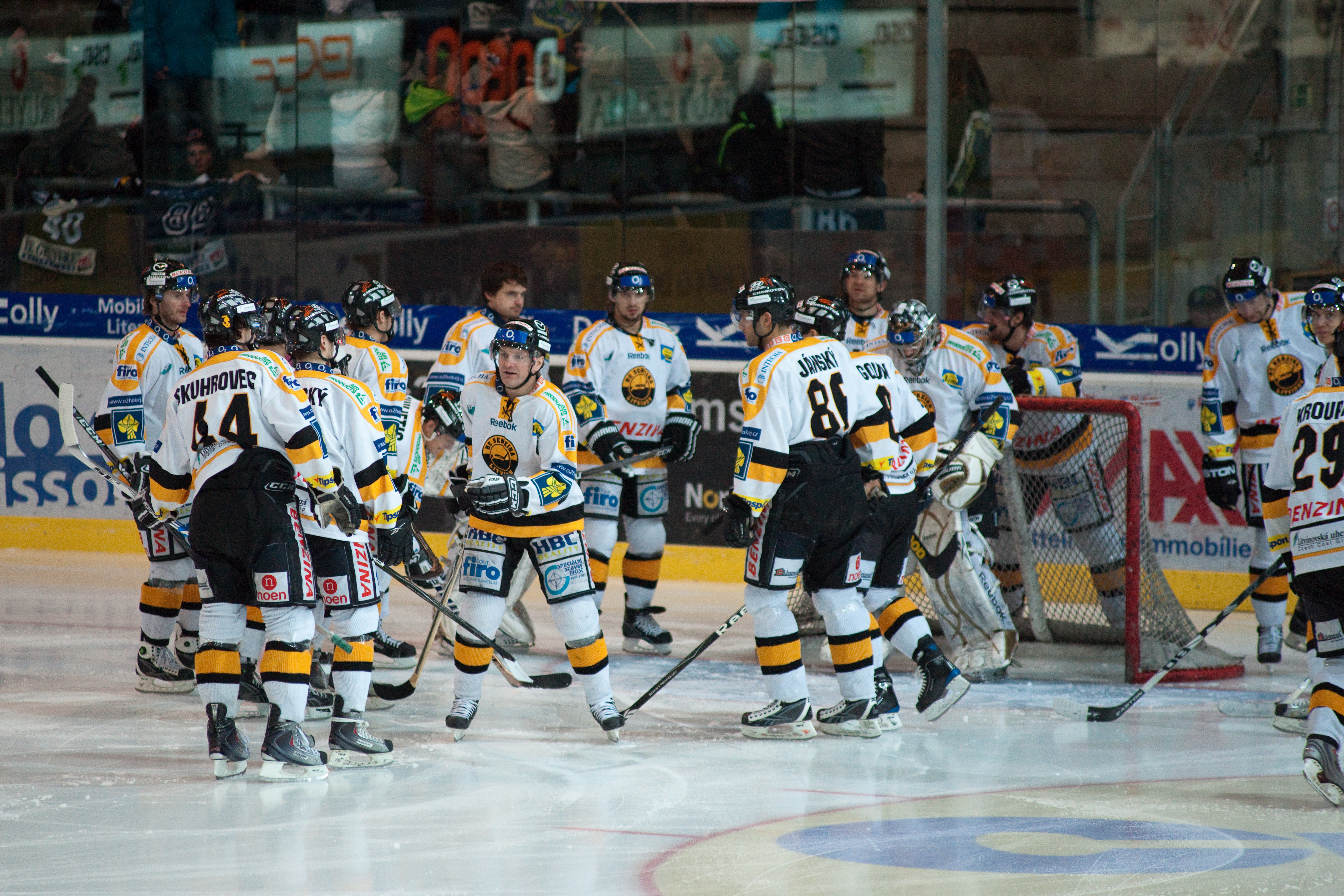
HC Litvínov - Fribourg-Gottéron 2010

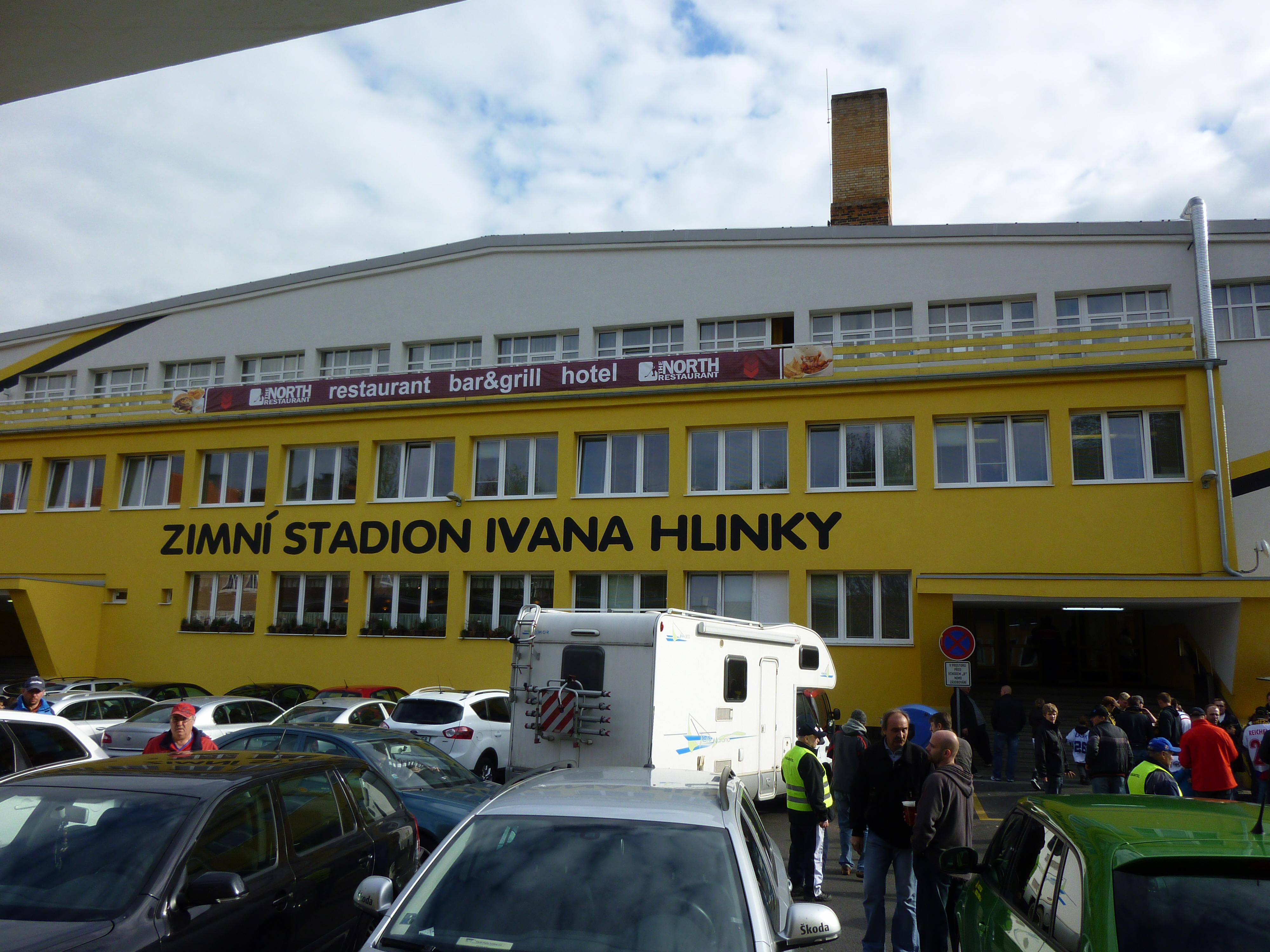
Ivan Hlinka Arena

HC VERVA Litvínov är en tjeckisk ishockeyklubb i Litvínov som bildades 1945. Klubben spelar i Extraliga, och har sina hemmamatcher i Ivan Hlinka Arena. Säsongen 2014/2015 blev klubben tjeckiska mästare.

## Tidigare klubbnamn
- 1945 – Sportovní klub Stalinovy závody Horní Litvínov
- 1954 – Jiskra SZ Litvínov
- 1962 – TJ CHZ ČSSP Litvínov
- 1990 – HC CHZ Litvínov
- 1991 – HC Chemopetrol Litvínov
- 1994 – HC Litvínov, s. r. o.
- 1996 – HC Chemopetrol, a. s.
- 2007 – HC Litvínov
- 2009 – HC BENZINA Litvínov
- 2011 – HC VERVA Litvínov